# Józef Piotrowski (1895–1961)
Józef Piotrowski (ur. 9 marca 1895 w Tumie, pow. łęczycki, zm. 18 stycznia 1961 tamże) – Poseł na Sejm Ustawodawczy w latach 1919–1922. 

## Życiorys
Mandat do sejmu uzyskał z listy nr. 5 w okręgu wyborczym nr 9 (Kutno) w 1938 r. Był członkiem ZSLN (Związek Sejmowy Ludowo-Narodowy). Od sierpnia 1919 roku był członkiem Narodowego Zjednoczenia Ludowego. Pracował w komisjach: skarbowo-budżetowej, do spraw żydowskich oraz komisji oświatowej. Jego rodzicami byli Franciszek oraz Franciszka (z domu Kornat) Piotrowscy, natomiast jego żoną Irena.
Wiadomo że ukończył dwie klasy szkoły ludowej. Jego działalność społeczna była rozległa. Był plutonowym w Polskiej Organizacji Wojskowej oraz pełnił służbę w Wojsku Polskim w tym samym stopniu. Był również organizatorem Straży Bezpieczeństwa oraz działaczem Związku Ludowo-Narodowego. Uczestniczył w akcji rozbrajania Niemców w 1918 r. w Łęczycy.
Był też m.in. prezesem kółka rolniczego, naczelnikiem Ochotniczej Straży Pożarnej. Działał również dla dobra młodzieży, był prezesem kółka młodzieży w Tumie oraz członkiem Koła Okręgowego Młodzieży w Łęczycy. Był samorządowym członkiem rady gminnej w Tumie i sejmiku powiatowego w Łęczycy. Reprezentował rolników ze swojej okolicy, będąc członkiem Centralnego Towarzystwa Rolniczego oraz członkiem władz powiatowych Związku Kółek Rolniczych w Łęczycy i jego Zarządu Głównego w Warszawie.